# Sarajewo (rejon kiczmiengsko-gorodiecki)
Sarajewo (ros. Сараево) – wieś (sieło) w Rosji, w rejonie kiczmiengsko-gorodieckim obwodu wołogodzkiego. W 2010 r. liczyła 69 mieszkańców.